# Phare de Lorain Harbor (ouest)

Le phare ouest de Lorain Harbor (en anglais : Lorain West Breakwater Light), est un phare situé sur le brise-lames ouest du port de Lorain sur le lac Érié dans le Comté de Lorain, Ohio.
Il est inscrit au Registre national des lieux historiques depuis le 29 décembre 1978 sous le n°78002108 .

## Historique
Le phare a été construit en 1917 sur le lac Érié par le Corps du génie de l'armée des États-Unis. Il a été mis hors service en 1965 lorsqu'il a été remplacé par un phare électrique sur un brise-lames à proximité. Sa lentille de Fresnel d'origine de quatrième ordre est exposée au terminal du Ferry à Black River Landing.
Un groupe local pour sa conservation a empêché sa démolition en 1965 et a opéré sa restauration et a loué un bâtiment voisin pour ouvrir un musée. La Lorain Lighthouse Foundation a exigé la remise en place de sa lentille de Fresnel et le phare a été réactivé à titre privé.

## Description
Le phare  est une tour carrée de 15,5 m de haut, avec galerie et lanterne, s'élevant au coin d'une maison de gardien de 3 étages. Le bâtiment en peint en blanc avec un toit rouge.
Il émet, à une hauteur focale de 17,5 m, un bref éclat rouge de 0.4 seconde par période de 4 secondes. Sa portée est de 6 milles nautiques (environ 11 km). Il est équipé d'une corne de brume.

## Caractéristiques dufeu maritime
Fréquence : 4 secondes (R)
- Lumière : 0.4 seconde
- Obscurité : 3.6 secondes

Identifiant : ARLHS : USA-453 ; USCG : 7-4335 .

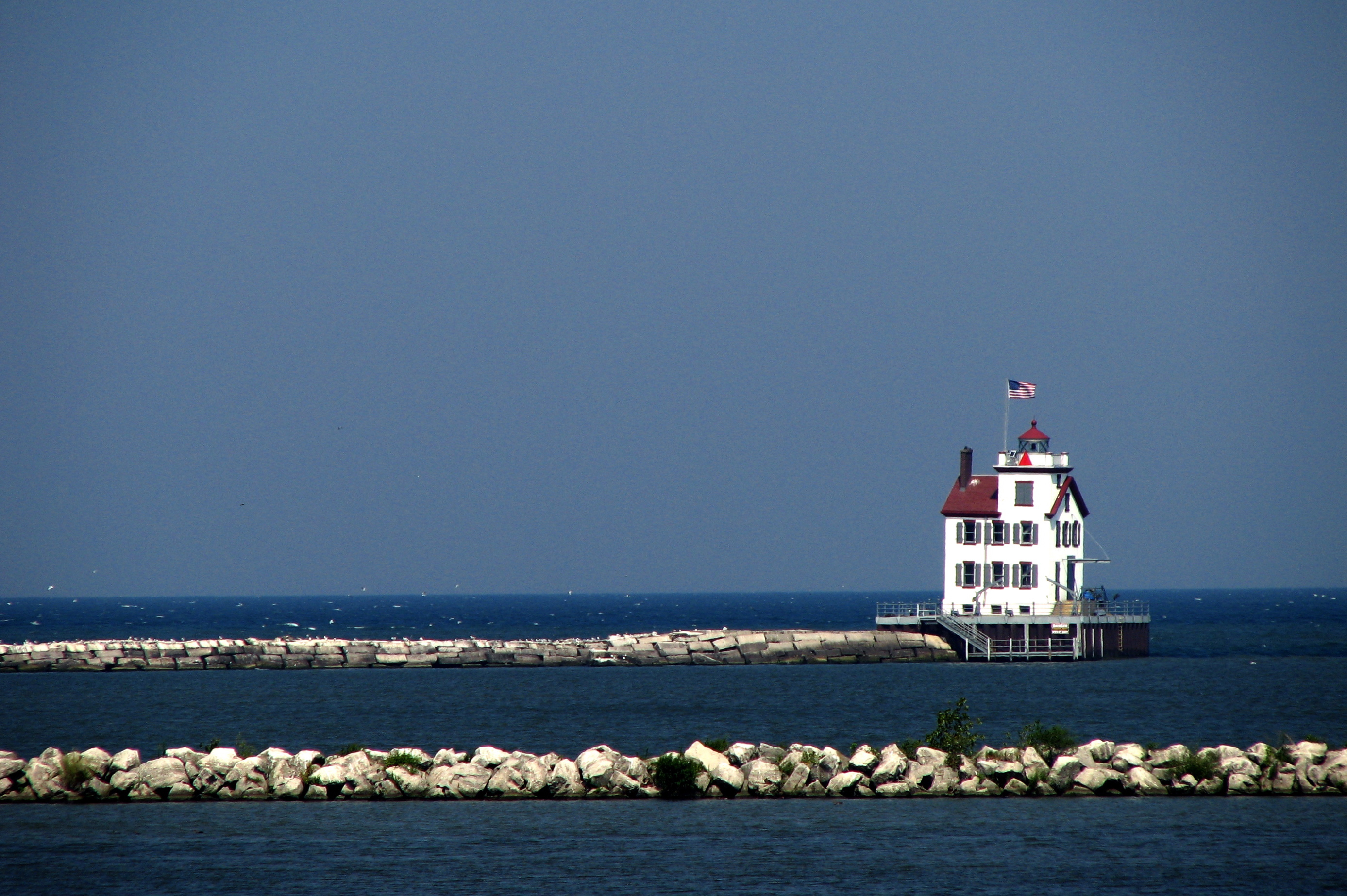
Le phare et le brise-lames
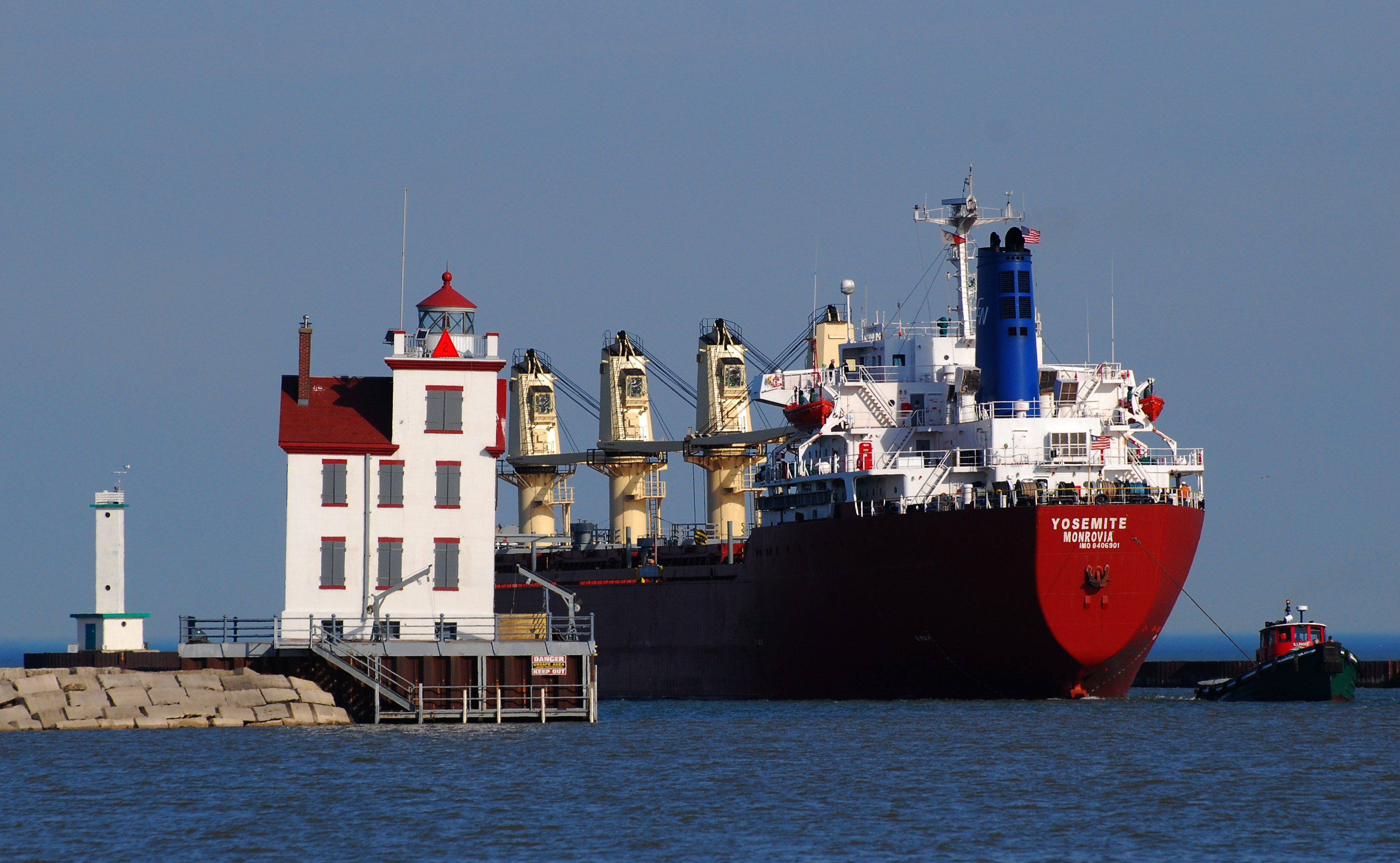
Le phare

### Lien connexe
- Liste des phares de l'Ohio